# フランスの諸言語訳聖書
フランスの諸言語訳聖書 （ふらんすのしょげんごやくせいしょ、英語: Bible translations into the languages of France)はキリスト教聖書のフランスで使われているフランス語以外の諸言語、オック語、プロヴァンス語、ジャージー語などを扱う。

## アルピタン語
1170年に、アルピタン語の新約聖書がヴァルド派のピエール・ヴァルド（Pierre Valdo）によって初めて当時の口語に翻訳された。

## オック諸語
オック諸語は北オック語（リムーザン語など）、南オック語（プロヴァンス語、ラングドック語など）、西のガスコーニュ語（アラン語など）方言があり、19世紀にオイル語（フランス語）による国家教育が行き渡るまでは南フランスで広く使われていたので、聖書もこうした言語に翻訳された。

## ジャージー語
ジャージー語（Jèrriais）は英仏海峡のジャージー島などで使われていて、ノルマン語のジャージー方言で、しばしばノルマン・フランス語といわれる。聖書全体はまだノルマン語に翻訳されていない。しかし幾つかの節だけは訳されている。
| Translation           | John (Jean) 3:16 |
| --------------------- | --- |
| Lé Nouvieau Testament | Car Dgieu aimait tant l'monde qu'i' donnit san seul Fis, à seule fîn qu'touos les cheins tchi craient en li n'péthissent pon, mais qu'il aient la vie êtèrnelle. |

日本語訳（新共同訳聖書）

「ヨハネによる福音書」3章16節）：神は、その独り子をお与えになったほどに、世を愛された。独り子を信じる者が一人も滅びないで、永遠の命を得るためである。

## 参照項目
- 聖書翻訳
- 言語別聖書の一覧
- フランスの宗教
- フランスの言語